# Emichonen
Das Geschlecht der Emichonen ist Vorläufer mehrerer Adelsgeschlechter im südwestdeutschen Raum. Seine Mitglieder waren – möglicherweise als Untergrafen der Salier – Gaugrafen im Nahegau. Der Name leitet sich nach dem vorherrschenden Leitnamen Emich oder Emicho ab.

## Geschichte
Der Nahegau war neben dem Wormsgau und Speyergau ein Besitz der Salier. 940 erhielt Emicho, ein Vasall Graf Konrads des Roten, von dem Fuldaer Abt Hadamar Güter im Wormsgau. Dieser Emicho ist wahrscheinlich mit den Grafen von Leiningen verwandt, aber es ist zweifelhaft, ob er zu den Emichonen gehörte. 
Ein sicherer Nachweis für die Emichonen erscheint im Jahr 961. Ein Graf und Richter Emicho erhielt durch Urteil nach Fränkischem Recht die bis dahin zu den Herren Lantbert, Megingoz und Reginzo gehörenden Güter, darunter Kirn und Bergen. Diese Herren waren vermutlich Söhne des Nortbold, eines der ersten Besitzer einer 926 erwähnten Burg, vielleicht der Schmidtburg. 
Zwischen 960 und 1065 lassen sich ohne Unterbrechung Grafen mit dem Namen Emicho nachweisen. Dennoch war es bisher nicht möglich eine feste Genealogie aufzustellen. 
Als es üblich wurde, Grafen nach ihrem Herrschaftsmittelpunkt zu benennen, findet man in der Zeugenliste einer Trierer Urkunde aus dem Jahr 1098 Emicho, Graf von Flonheim (Vlanheim). Er ist nach Ingo Toussaint identisch mit Emicho dem Kreuzfahrer, dem Anführer des ersten deutschen Judenpogroms.
Die älteren Arbeiten zur Genealogie der Emichonen sind durch das Aufgreifen der unkomplizierten Deszendenzen, die sich mit den Fälschungen Schotts konstruieren ließen, unzuverlässig.

„Die Urkundenbasis ist bei Elimination der Schottschen und älterer Falsifikate derart schmal geworden, daß es nicht mehr möglich ist, die wenigen, zufälligen Hinweise auf Filiationen in ein einziges, letztlich gültiges Schema einzuordnen.“

Als Nachfolger der Emichonen erscheinen die Wildgrafen, Raugrafen und Grafen von Veldenz.

## Nachkommen
Von den Emichonen stammen folgende Geschlechter ab:
- Wildgrafen
- Raugrafen
- Grafen von Veldenz (erste Linie Veldenz)
- (vermutlich) Grafen von Leiningen (erste Linie Alt-Leiningen)
- (vermutlich) Grafen von Nürings

- Nach verschiedenen Meinungen sollen auch die Grafen von Sponheim von den Emichonen abstammen.